# Impulse Tracker
Impulse Tracker es un tracker para MS-DOS, creado en 1995 por Jeffrey Lim (alias Pulse).

## El programa
Este programa fue creado con el propósito de continuar el Scream Tracker añadiendo y mejorando algunas características. Este programa también reproduce a la perfección archivos .MOD, .MTM y .669, que son formatos usados por otros programa tracker anteriores.
Por otra parte también ofrece gran compatibilidad con su contemporáneo competidor el FastTracker 2, pudiendo reproducir sus archivos .XM. De hecho con la salida de Fast Tracker 2 se incorporaron muchos de sus conceptos al programa como pueden ser el concepto de instrumento, uso de muestras (samples) de 16 bits, etc.
Como curiosidad el programa está hecho íntegramente en ensamblador y usa modo texto con redefiniendo algunos caracteres, perdiéndose así algunos usados para el idioma español en la zona donde se suelen poner los comentarios.
El programa era distribuido como freeware, aunque luego aparte se vendía un par de drivers para poder tener unos características especiales como pueden ser:
- Grabar archivos WAV en estéreo, sin este añadido sólo se podía hacer en mono.
- Editar música a través de una red basándose en IPX.

La última versión v2.14 Patch #5 (v2.15 según el archivo UPDATE.TXT) fue lanzada el 8 de abril de 1999, tras lo cual el autor anunció que no continuaría con el desarrollo del programa debido a la difusión de copias pirata del driver para grabar archivos WAV en estéreo.

## Características
Como ya se ha dicho el propósito inicial fue la mejora del Scream Tracker al que se incorporaron conceptos del Fast Tracker además de tener otras características propias han sido muy difícil de emular por otros programas posteriores que intentan ser compatibles con sus archivos.
- Soporta los siguientes formato de archivos:
  - Módulos: .MOD, .669, .MTM, .S3M, .XM, .IT
  - Muestras de sonido (Además de poder extraer de los propios módulos): .S3I, .IFF, .WAV, .Wxx, .ITS, .RAW, .PAT, .KRZ, .PTM, .FAR.
  - Instrumentos (También puede extraerlos de los módulos que los soportan): .XI, .ITI.
- Se pueden editar 64 canales reales. Además de poder reproducir hasta 256 de forma virtual usando las New Note Actions (Acción ante nueva nota) usándose normalmente el acrónimo NNA.
- 99 muestras de sonido, 99 instrumentos y 200 patrones (entre 32 y 200 líneas) aunque la obra puede tener una longitud de 256.
- Las muestras de sonido (samples) pueden ser 8 y 16 bits en mono, un tamaño máximo de 4MB. Además se puede definir un loop (tanto normal como Ping-Pong), una posición estérea por defecto y un vibrato.
- Los instrumentos tienen controles para definir la posición estéreo y si es diferente respecto a la nota que suena. Por otra parte se pueden definir envolventes para el sonido del volumen, la frecuencia y la posición estéreo.
- Soporta nativamente las principales marcas de tarjetas de sonido que existían, excepto Adlib.
- Salida y configuración de MIDI.

Posteriormente en las últimas versiones y parches, se añadieron:
- Un nuevo formato en los archivos .IT comprimido.
- Filtros resonantes (solo para procesadores MMX y tarjetas de sonido específicas).
- La posibilidad de usar el mapeador de Windows 9x para que funcionara en cualquier otra tarjeta de sonido.

### New Note Actions
Las New Note Actions (Acción ante nueva nota) es una nueva forma de controlar que sucede cuando está sonando en un canal una nota de un instrumento y aparece otra nota en ese mismo canal. Normalmente el comportamiento de este tipo de programas ante tal acontecimiento consistía en cortar el sonido que existía en ese canal y reemplazarlo por el creado por la nota nueva.
Sin embargo con este nuevo concepto, sólo cuando se usan instrumentos, se puede controlar el comportamiento de la nota que estaba sonando en ese momento, pudiéndose definir un comportamiento general y otro comportamiento en caso de que se encuentre con un caso específico si se trata de la misma nota, pertenece al mismo instrumento o se trata de la misma muestra de sonido. Las acciones posibles son:
Cut (Cortar)La nueva nota reemplaza por completo al sonido actual del canal.
Continue (Continuar)La antigua nota continua sonando siguiendo sus envolventes, sin ningún tipo de interrupción.
Off (Soltar nota)Envía el comando de soltado a la nota que sonaba, es decir, permite salir de los loops de las envolventes para continuar con ella.
Fade (Apagar)La nota antigua apaga el volumen hasta 0, a la velocidad definida, y corta el sonido.
Para los caso Continue, Off y Fade el programa crea un canal virtual. Los neófitos en este tipo de control suelen tener al principio problemas sobre todo con Continue y Off ya que si se define un loop en la muestra de sonido y la envolvente de volumen no acaba apagándose entonces la nota se queda sonando, a veces a un volumen imperceptible, sin posibilidad de cortarla.

### Filtros Resonantes
A partir de la versión 2.14 Patch 3 se implementan los controladores que soportan filtros resonantes usando las extensiones MMX de los procesadores (excepto en el controlador para grabar en WAV).
Estos filtros provienen de las macros MIDI que sirven para cortar la amplitud de las ondas y la resonancia de las muestras de sonido.
También se puede crear un envolvente para aplicar estos filtros a los instrumentos pero esto originalmente solo se ha visto en los archivos de ejemplo (en el archivo "JEFF93.IT", Drifting Ownwards de Jeffrey Lim) que incluye el programa, usando la pestaña Pitch. Pero al pulsar sobre el lugar donde en teoría se define este tipo de envolvente solo deja cambiar la frecuencia, haciendo más difícil el uso de esos envolventes, necesitándose cargar el instrumento de dicho archivo de ejemplo.

## Programas clónicos
Tras la finalización del desarrollo del programa por parte de su autor y evolución en los sistemas operativos, se crearon varios proyectos (varios abandonados) para continuar el desarrollo de este programa y añadir mejoras, como puede que se pueda usar en otros sistemas operativos. Una de sus principales metas de estos programas es la de poder reproducir y editar el formato .IT como lo hacía el original.
ModPlug Tracker (Windows, freeware)Programa creado por Olivier Lapicque.
Open ModPlug Tracker (Windows, GNU GPL / BSD)Posteriormente el autor de ModPlug Tracker liberó el código fuente del programa creándose este reproductor que incorporaba más mejoras.
Schism Tracker (Multiplataforma, GNU GPL)Programa basado en el ModPlug Tracker, usando sus librerías, que pretende mantener el aspecto y manejo del Impulse Tracker original.
CheeseTracker (GNU/Linux)Programa freeware basado en Impulse Tracker.
ChibiTracker (Multiplataforma, GNU GPL)Programa freeware basado en Impulse Tracker, aunque agrega otras características, tales como: chorus y reverb, samples estéreo y un editor de samples avanzado.

## Programas que soportan el formato .IT
El formato .IT es el usado nativamente por el Impulse Tracker y existe una serie de reproductores y editores que intentan reproducir estos archivos con mayor o menor éxito.

### Reproductores
- ModPlug Player
- XMPlay
- Winamp
- XMMS
- SoundPlay (BeOS)
- EvilPlayer
- AIMP
- VLC Media Player
- Schism Tracker

### Editores
- Renoise
- Skale

## Ejemplos de sonido
- (.IT) Archivado el 2 de febrero de 2014 en Wayback Machine.
- Quasian - Magenta Magnet (.IT)